# Spitting Feathers
Spitting Feathers è un EP di B-sides del cantante e musicista britannico Thom Yorke, già frontman dei Radiohead. L'EP è stato pubblicato in Giappone nel novembre 2006.

## Il disco
Il disco, prodotto da Nigel Godrich come l'esordio The Eraser, contiene alcune tracce inserite già nel primo album solista dell'artista. Il brano Harrowdown Hill è, diffuso anche come singolo precedentemente, è qui presente in una versione estesa.

## Tracce
1. The Drunkk Machine – 4:07
2. A Rat's Nest – 3:35
3. Jetstream – 3:44
4. Harrowdown Hill (Extended Mix) – 7:01
5. Iluvya – 2:59